# Pro rege Deiotaro
Le Pro rege Deiotaro (Pour le roi Déjotarus) est un discours de Cicéron, plaidant en faveur du roi galate Déjotarus accusé par son petit-fils d'une tentative d'assassinat envers Jules César. Ce discours a été prononcé dans les appartements de ce dernier en novembre 45 av. J.-C.

## Circonstances
Lors de son proconsulat en Cilicie, Cicéron a fait la connaissance de Déjotarus, roi de la Galatie voisine. Six ans plus tard, en 45 av. J.-C., une ambassade galate se trouve à Rome: le petit-fils du roi, Castor, vient dénoncer son grand-père auprès de César. Après sa guerre-éclair contre Pharnace II, le dictateur avait été hébergé par Déjotarus dans sa forteresse de Luceium ; le roi aurait alors disposé des hommes en armes dans une petite pièce remplie de présents pour son hôte. Heureusement pour lui, à la sortie du bain, César avait demandé à passer tout de suite à table, sans aller voir les cadeaux préparés. L'attentat avait ainsi échoué. L'accusation était corroborée par le témoignage de Philippe, l'ancien esclave-médecin du roi. Le mobile du crime : Déjotarus reprochait à César de l'avoir trop puni pour avoir choisi le camp de Pompée dans la guerre civile, en amputant son royaume de grands territoires. 
On ne sait pas l'attitude que prit César dans cette affaire ; peut-être attendait-il avant de prendre une décision, lorsque les Ides de Mars arrivèrent.

## Structure du discours
chap. I-II : Présentation de la situation, défavorable à l'orateur.
chap. III à V : Justification des prises de position de Déjotarus par rapport à Pompée et César.
chap. VI-VII : Invraisemblance de l'accusation d'assassinat. 
chap. VIII-IX : Contestation des supposés sentiments hostiles de Déjotarus à l'encontre de César.
chap. X à XII : Contre-attaque : Castor calomnie son grand-père et a corrompu un esclave !
chap. XIII à XV : Plaidoyer pour un retour en grâce de l'accusé.

## Extrait
Extrait du chap. 11 (Cicéron s'adresse à Castor) : Quis tuum patrem antea, quis esset, quam cuius gener esset, audiuit? Sed quamuis ingrate et impie necessitudinis nomen repudiaretis, tamen inimicitias hominum more gerere poteratis, non ficto crimine insectari, non expetere uitam, non capitis arcessere. Esto: concedatur haec quoque acerbitas et odii magnitudo: adeone, ut omnia uitae salutisque communis atque etiam humanitatis iura uiolentur? Seruum sollicitare uerbis, spe promissisque corrumpere, abducere domum, contra dominum armare, hoc est non uni propinquo, sed omnibus familiis nefarium bellum indicere; nam ista corruptela serui si non modo impunita fuerit, sed etiam a tanta auctoritate approbata, nulli parietes nostram salutem, nullae leges, nulla iura custodient. Ubi enim id, quod intus est atque nostrum, impune euolare potest contraque nos pugnare, fit in dominatu seruitus, in seruitute dominatus. O tempora, o mores !
Traduction : Qui avait entendu parler de votre père avant qu'il fût devenu le gendre du roi ? Mais quoique vous ayez, par la plus noire ingratitude, renié votre parenté, cependant vous pouviez montrer moins d'inhumanité dans la poursuite de votre haine, vous pouviez ne pas attaquer la vie d'un père, ne pas lui intenter une action capitale. Passons encore sur cet excès de haine et cet acharnement : fallait il encore violer tous les droits de la vie, de la sûreté commune et de l'humanité ? Suborner un esclave, le corrompre par des espérances et des promesses, l'entraîner chez vous, l'armer contre son maître, c'est déclarer une guerre exécrable, non pas à un de vos parents, mais à toutes les familles. Car si cette subornation d'esclave reste impunie, si elle est approuvée par une si grande autorité, rien ne garantit plus notre vie, ni les murs de nos maisons, ni nos lois, ni nos droits. Si ce qui fait partie de notre intérieur, ce qui nous appartient, peut s'échapper impunément, et se tourner contre nous, c'est l'esclave qui devient le maître, et le maître qui prend la place de l'esclave. O temps ! ô mœurs !